# Lo Chia-ling
Pour les articles homonymes, voir Lo.
Dans ce nom chinois, le nom de famille, Lo, précède le nom personnel Chia-ling.
Lo Chia-ling (en chinois traditionnel : 羅嘉翎 ; pinyin : Luó Jiālíng), née le 8 octobre 2001, est une taekwondoïste taïwanaise. Elle est médaillée de bronze en moins de 57 kg aux Jeux olympiques d'été de 2020.

## Carrière
En 2020, elle remporte la médaille de bronze en moins de 57 kg aux Jeux olympiques. Elle bat d'abord la Sud-Coréenne Lee Ah-reum en 16e de finale. Après avoir battu la Canadienne Skylar Park en quart, elle perd face l'Américaine Anastasija Zolotic (la future championne olympique) et ne dispute que le match pour la médaille de bronze où elle gagne face à la Nigérienne Tekiath Ben Yessouf. 
Elle est médaillée d'argent dans la même catégorie aux Championnats du monde 2022 à Guadalajara ainsi qu'aux Championnats du monde 2023 à Bakou.